# Задністрянська сільська рада
| Задністрянська сільська рада — орган місцевого самоврядування у Галицькому районі Івано-Франківської області з адміністративним центром у с. Задністрянське. Історична дата утворення: в 1955 році. Відновлена в 1988 році. Сільській раді підпорядковані населені пункти: - с. Задністрянське |

## Склад ради
Рада складається з 16 депутатів та голови.

### Керівний склад ради
| ПІБ                     | Основні відомості                                            | Дата обрання | Дата звільнення |
| ----------------------- | ------------------------------------------------------------ | ------------ | --------------- |
| Леочко Марія Михайлівна | Сільський голова, 1961 року народження, освіта, позапартійна | 26.03.2006   | 31.10.2010      |

Примітка: таблиця складена за даними джерела